# Temporadas de la Sociedad Deportiva Ponferradina
Disputa su primer partido oficial en 1928

## Trayectoria
A continuación se detallan las temporadas de la S.D. Ponferradina en las diferentes competiciones oficiales desde su creación a la actualidad:
| Temporada | División | Lugar | Copa del Rey |
| --------- | -------- | ----- | ------------ |
| 1922/23   |          |       |              |
| 1923/24   |          |       |              |
| 1924/25   |          |       |              |
| 1925/26   |          |       |              |
| 1926/27   |          |       |              |
| 1927/28   |          |       |              |
| 1928/29   | Regional |       |              |
| 1929/30   | Regional |       |              |
| 1930/31   | Regional |       |              |
| 1931/32   | Regional |       |              |
| 1932/33   | Regional |       |              |
| 1933/34   | Regional |       |              |
| 1934/35   | Regional |       |              |
| 1935/36   | Regional |       |              |
| 1936/37   |          |       |              |
| 1937/38   |          |       |              |
| 1938/39   |          |       |              |
| 1939/40   | Regional |       |              |
| 1940/41   | Regional |       |              |
| 1941/42   | Regional |       |              |
| 1942/43   | Regional |       |              |
| 1943/44   | 3.ª      | 10º   |              |
| 1944/45   | 3.ª      | 4º    |              |
| 1945/46   | 3.ª      | 2º    |              |
| 1946/47   | 3.ª      | 5º    |              |
| 1947/48   | 3.ª      | 13º   |              |
| 1948/49   | Regional |       |              |
| 1949/50   | 3.ª      | 16º   |              |
| 1950/51   | 3.ª      | 7º    |              |
| 1951/52   | 3.ª      | 10º   |              |
| 1952/53   | 3.ª      | 3º    |              |
| 1953/54   | 3.ª      | 2º    |              |
| 1954/55   | 3.ª      | 3º    |              |
| 1955/56   | 3.ª      | 6º    |              |
| 1956/57   | 3.ª      | 7º    |              |
| 1957/58   | 3.ª      | 1º    |              |
| 1958/59   | 3.ª      | 5º    |              |
| 1959/60   | 3.ª      | 3º    |              |
| 1960/61   | 3.ª      | 10º   |              |
| 1961/62   | 3.ª      | 5º    |              |

| Temporada | División | Lugar | Copa del Rey |
| --------- | -------- | ----- | ------------ |
| 1962/63   | 3.ª      | 11º   |              |
| 1963/64   | 3.ª      | 2º    |              |
| 1964/65   | 3.ª      | 3º    |              |
| 1965/66   | 3.ª      | 1º    |              |
| 1966/67   | 3.ª      | 2º    |              |
| 1967/68   | 3.ª      | 3º    |              |
| 1968/69   | 3.ª      | 5º    |              |
| 1969/70   | 3.ª      | 6º    |              |
| 1970/71   | 3.ª      | 8º    |              |
| 1971/72   | 3.ª      | 14º   |              |
| 1972/73   | 3.ª      | 14º   |              |
| 1973/74   | 3.ª      | 17º   |              |
| 1974/75   | Regional |       |              |
| 1975/76   | Regional |       |              |
| 1976/77   | 3.ª      | 11º   |              |
| 1977/78   | 3.ª      | 4º    |              |
| 1978/79   | 3.ª      | 3º    |              |
| 1979/80   | 3.ª      | 4º    |              |
| 1980/81   | 3.ª      | 2º    |              |
| 1981/82   | 3.ª      | 5º    |              |
| 1982/83   | 3.ª      | 4º    |              |
| 1983/84   | 3.ª      | 5º    |              |
| 1984/85   | 3.ª      | 3º    |              |
| 1985/86   | 3.ª      | 2º    |              |
| 1986/87   | 3.ª      | 1º    |              |
| 1987/88   | 2ªB      | 4º    |              |
| 1988/89   | 2ªB      | 10º   |              |
| 1989/90   | 2ªB      | 6º    |              |
| 1990/91   | 2ªB      | 15º   |              |
| 1991/92   | 2ªB      | 14º   |              |
| 1992/93   | 2ªB      | 8º    |              |
| 1993/94   | 2ªB      | 19º   | 3ª Ronda     |
| 1994/95   | 3.ª      | 10º   | 1ª Ronda     |
| 1995/96   | 3.ª      | 14º   | -            |
| 1996/97   | 3.ª      | 6º    | -            |
| 1997/98   | 3.ª      | 3º    | -            |
| 1998/99   | 3.ª      | 3º    | -            |
| 1999/00   | 2ªB      | 15º   | 1ª Ronda     |
| 2000/01   | 2ªB      | 11º   | -            |
| 2001/02   | 2ªB      | 14º   | -            |

| Temporada | División | Lugar | Copa del Rey |
| --------- | -------- | ----- | ------------ |
| 2002/03   | 2ªB      | 11º   | -            |
| 2003/04   | 2ªB      | 7º    | -            |
| 2004/05   | 2ªB      | 1º    | Previa       |
| 2005/06   | 2ªB      | 4º    | Previa       |
| 2006/07   | 2.ª      | 20º   | 2ª Ronda     |
| 2007/08   | 2ªB      | 1º    | 3ª Ronda     |
| 2008/09   | 2ªB      | 3º    | 1/16         |
| 2009/10   | 2ªB      | 1º    | 2ª Ronda     |
| 2010/11   | 2.ª      | 21º   | 3ª Ronda     |
| 2011/12   | 2ªB      | 2º    | 1/16         |
| 2012/13   | 2.ª      | 7º    | 1/16         |
| 2013/14   | 2.ª      | 16º   | 2ª Ronda     |
| 2014/15   | 2.ª      | 7º    | 2ª Ronda     |
| 2015/16   | 2.ª      | 19º   | 1/16         |
| 2016/17   | 2ªB      | 5º    | 1ª Ronda     |
| 2017/18   | 2ªB      | 12º   | 1/16         |
| 2018/19   | 2ªB      | 2º    | -            |
| 2019/20   | 2.ª      | 18º   | 1ª Ronda     |
| 2020-21   | 2.ª      | 8°    | 1ª Ronda     |
| 2021-22   | 2.ª      | 8°    | 1-16         |
| 2022-23   | 2.ª      | 19º   | 1ª Ronda     |
| 2023-24   | 1ª RFEF  | 5º    | 1ª Ronda     |
| 2024-25   | 1ª RFEF  | 2º    | 1-16         |

- Temporadas en Primera División: 0

Debut: -
Mejor posición: -
Peor posición: -
Descensos: -
- Temporadas en Segunda División: 10

Debut: Temporada 2006-07
Mejor posición: 7º (Temporadas 2012-13) y (2014-15)
Peor posición: 21º (Temporada 2010-11)
Ascensos: 0
Descensos: 4 (Temporadas 2006-07, 2010-11, 2015-16 y 2022-23)
- Temporadas en Primera Federación: 1 (Incluida la 2023/24)

Debut: Temporada 2023-24
Mejor posición: -
Peor posición: -
Ascensos: 0
Descensos: 0
- Temporadas en Segunda División B: 21

Debut: Temporada 1987-88
Mejor posición: 1º
Peor posición: 19º (Temporada 1993-94)
Ascensos: 4 (Temporadas 2005-06, 2009-10, 2011-12 y 2018-19)
Descensos: 1 (Temporada 1993-94)
- Temporadas en Tercera División: 46

Debut: Temporada 1943-44
Mejor posición: 1º (Temporadas 1957-58, 1965-66 y 1986-87)
Peor posición: 17º (Temporada 1973-74)
Ascensos: 2 (Temporadas 1986-87 y 1998-99)
Descensos: 2 (Temporadas 1947-48 y 1973-74)
- Ediciones de la Copa del Rey: 27 (Incluida la 2019/20)

Debut: Temporada 1943-44
Mejor ronda: dieciseisavos de final (Temporadas 2011-12, 2012-13 y 2015-16)

### Evolución histórica
- La Segunda División B de España se introduce en 1977 como categoría intermedia entre la Segunda y la Tercera División.

- Datos: Q42908444